# Gordon Singleton
Gordon Singleton   (Niagara Falls, 9 d'agost de 1956 - 23 de març de 2024) va ser un ciclista canadenc que era especialista en les proves en pista i guanyador de tres medalles als Campionat del món. El 1982 es va proclamar Campió del món de keirin.

## Palmarès en pista
- 1978
  - Medalla d'or als Jocs de la Commonwealth en tàndem (amb Jocelyn Lovell)
  - Medalla d'or als Jocs Panamericans en Quilòmetre
  - Medalla d'or als Jocs Panamericans en Velocitat
- 1979
  -  Campió del Canadà en Puntuació
- 1982
  -  Campió del món de Keirin